# Запінський повіт
Запінський повіт — адміністративно-територіальна одиниця Берестейського воєводства Великого князівства Литовського . Центр — місто Столин.
Утворений чотирирічним сеймом 1791 року шляхом поділу Пінського повіту (включав землі на південь від річки Прип'ять). Проіснував до 1793 року, коли був скасований Гродненським сеймом.